# بريسيلا منساه
بريسيلا منساه (بالإنجليزية: Priscilla Mensah)‏ هي لاعبة كرة قدم غانية، ولدت في 19 أبريل 1974.

## وصلات خارجية
- بريسيلا منساه على موقع الاتحاد الدولي (مؤرشف)  (الإنجليزية)